# Лабиопластика

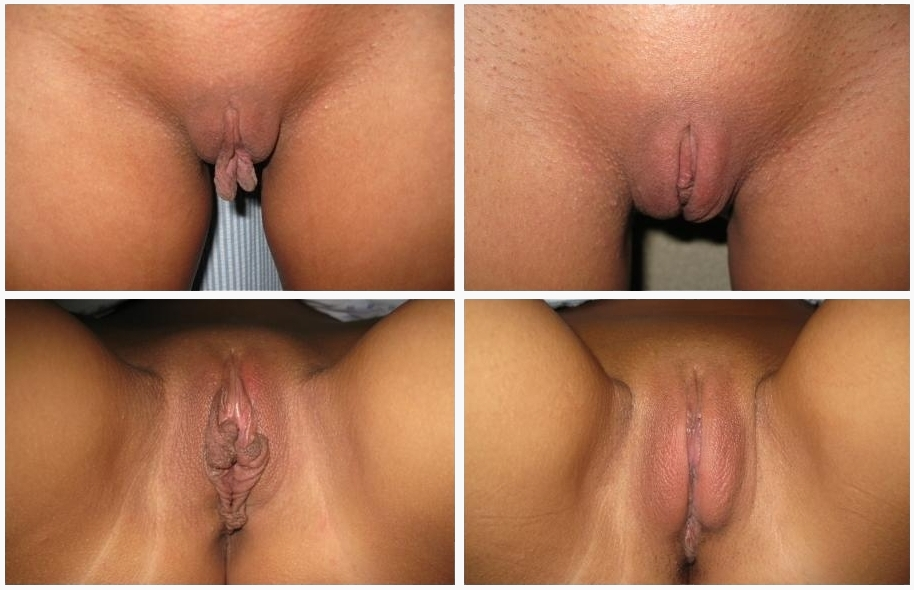
Результат (на снимках справа) лабиопластики вместе с уменьшением капюшона клитора. Слева фотографии до операции. Верхний ряд — вид спереди, нижний ряд — с разведёнными бёдрами

Лабиопла́стика (от лат. labia (pudendi) — (половые) губы) — процедура пластической хирургии, изменение формы малых и больших половых губ, кожных складок женских наружных половых органов — вульвы. Лабиопластику делают по двум основным причинам: из-за врождённых особенностей, например интерсекс-вариациях, и по причинам, связанным с физическим либо психическим дискомфортом, в частности если женщина считает, что вид её половых губ не нормален.
Размер, цвет и форма половых губ у разных женщин значительно отличаются, они могут меняться в течение жизни в результате деторождения, по мере старения и в других случаях. Среди медицинских показаний к лабиопластике — аномалии и пороки развития, в частности — вагинальная атрезия (сращённое влагалище), агенезис Мюллерова протока (недоразвитие матки и фаллопиевых труб), интерсексуальность (одновременное присутствие мужских и женских половых признаков), а также разрывы и растяжение половых губ из-за деторождения, возраста и травм. При хирургической коррекции пола с мужского на женский лабиопластика и вагинопластика используются для формирования вагины.
Исследование 2008 года, проведённое изданием Journal of Sexual Medicine, показало, что 37 % женщин, делавших лабиопластику, пошли на операцию по эстетическим причинам, 32 % — для коррекции функционального нарушения, 31 % — по обеим причинам сразу. Согласно метаисследованию 2011 года в Journal of Sexual Medicine, около 90—95 % пациенток довольны операцией. Риски, связанные с лабиопластикой, включают появление шрамов, инфекции, кровотечение, раздражение и повреждение нервов, ведущее к уменьшению или увеличению чувствительности. После того, как в Австралии законодательно обязали клиники пластической хирургии, получающие государственное финансирование, перед проведением лабиопластики уведомлять женщин о естественном разнообразии форм и размеров половых губ, количество операций уменьшилось на 28 %. Частные клиники не обязаны следовать этому закону, и критики считают, что недобросовестные врачи производят вмешательство на женщинах, которые отказались бы от процедуры, имея больше информации.
Изображения вульв не встречаются в крупных СМИ и рекламе:19, их не включают в некоторые учебники по анатомии, что вместе с отторжением полового просвещения обществом ограничивает доступ к информации о естественных вариантах внешнего вида половых губ для молодых женщин. Многие женщины мало знают об анатомии вульвы и не могут сказать, как выглядит «нормальная» вульва:6. В то же время многие порнографические изображения женских гениталий ретушируют, изменяя размер и форму половых губ, чтобы они соответствовали цензурным требованиям законодательства целевых стран. Издание The Observer писало в 2011 году, что некоторые медики-исследователи обеспокоены увеличением запроса на проведение лабиопластики, причём часть из них предполагает, что уровень недовольства женщин своими половыми органами увеличивается из-за порнографических материалов в Интернете. Тем не менее отмечается, что доказательств этому крайне мало.

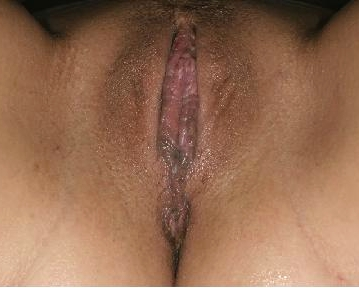
Частичное удаление малых половых губ

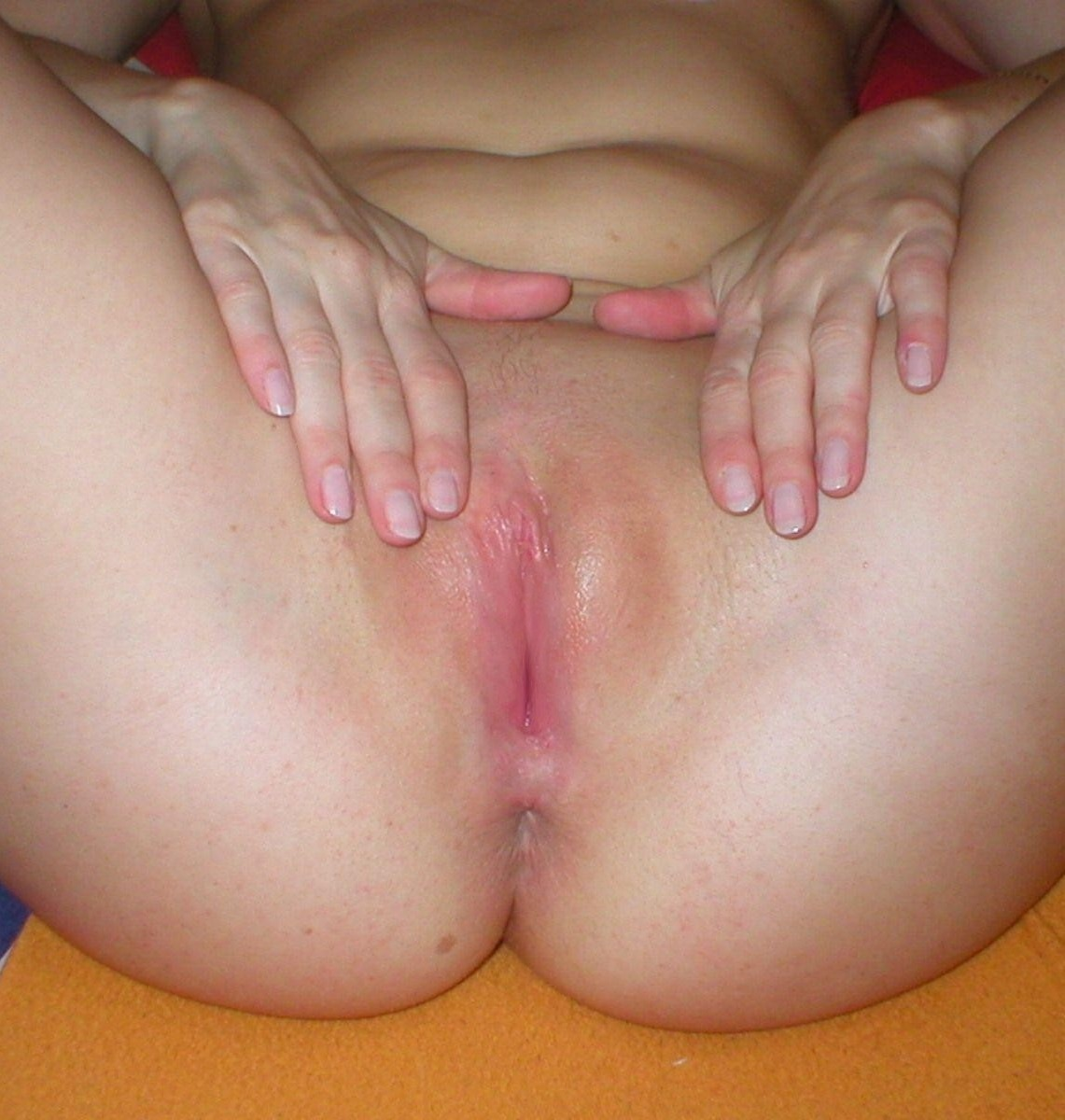
Полное удаление малых половых губ

## Размер половых губ

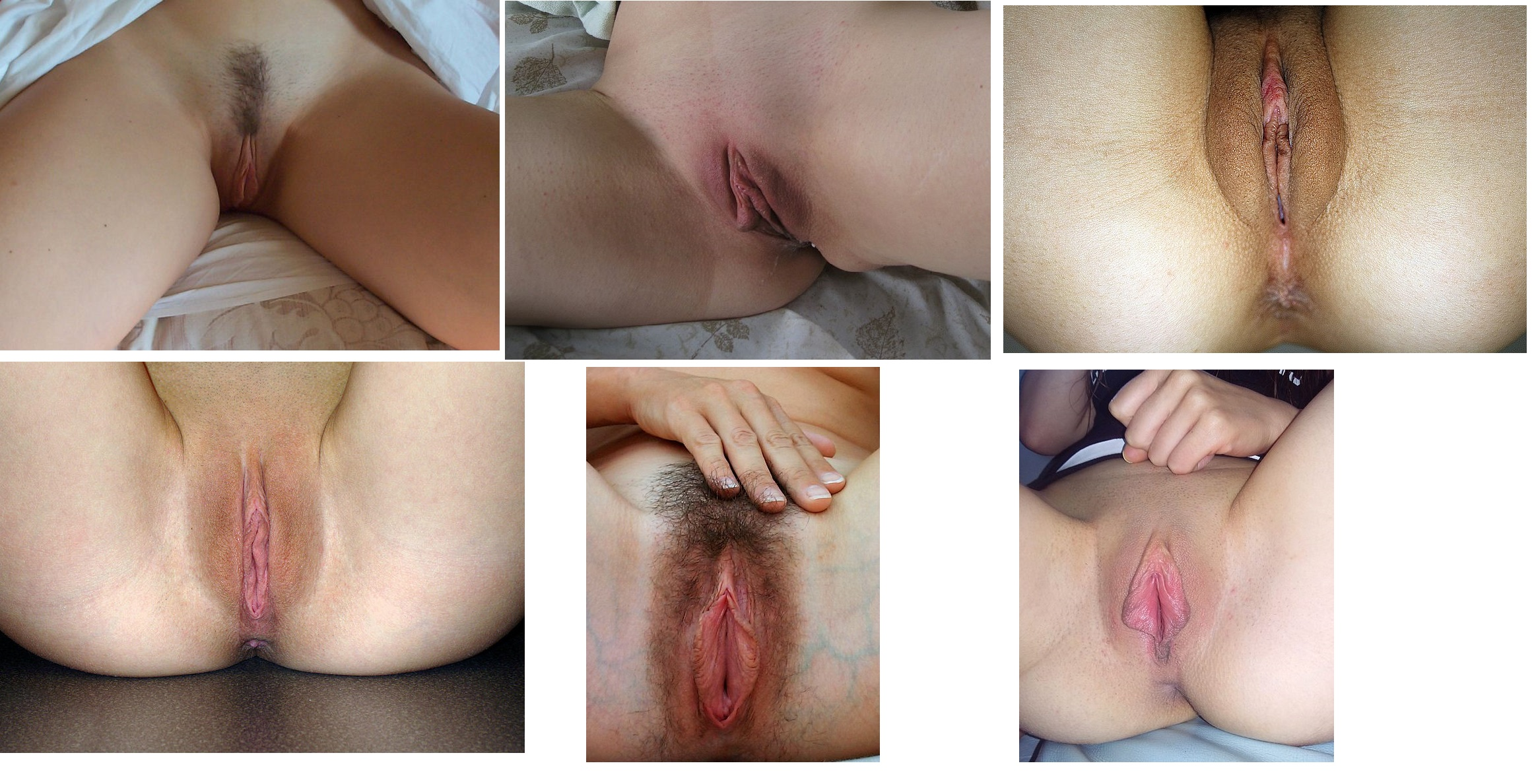
Природное разнообразие форм и размеров

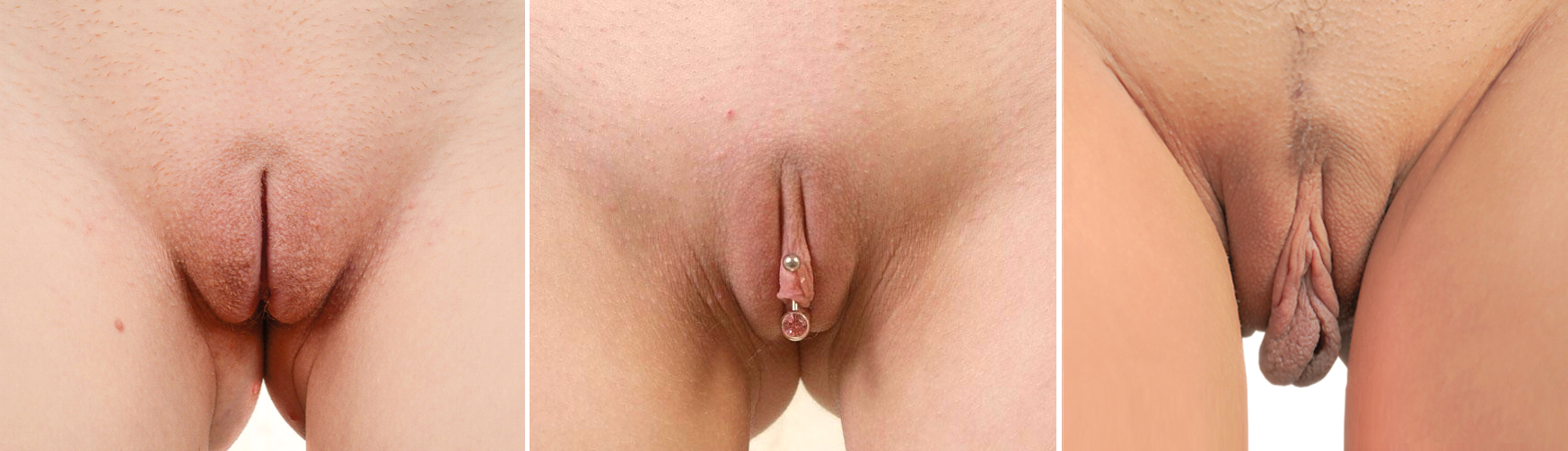
Разные размеры малых половых губ от природы

Внешние гениталии женщины (вульва) включают большие и малые половые губы, клитор, мочеиспускательный канал и влагалище. Большие половые губы продолжаются от лобка до промежности.
Размер, форма и цвет малых половых губ сильно варьирует. Одна из них обычно больше другой. Малые половые губы могут быть не видны из-за больших или выступать над ними; при возбуждении малые половые губы могут увеличиваться, иногда в 2—3 раза.

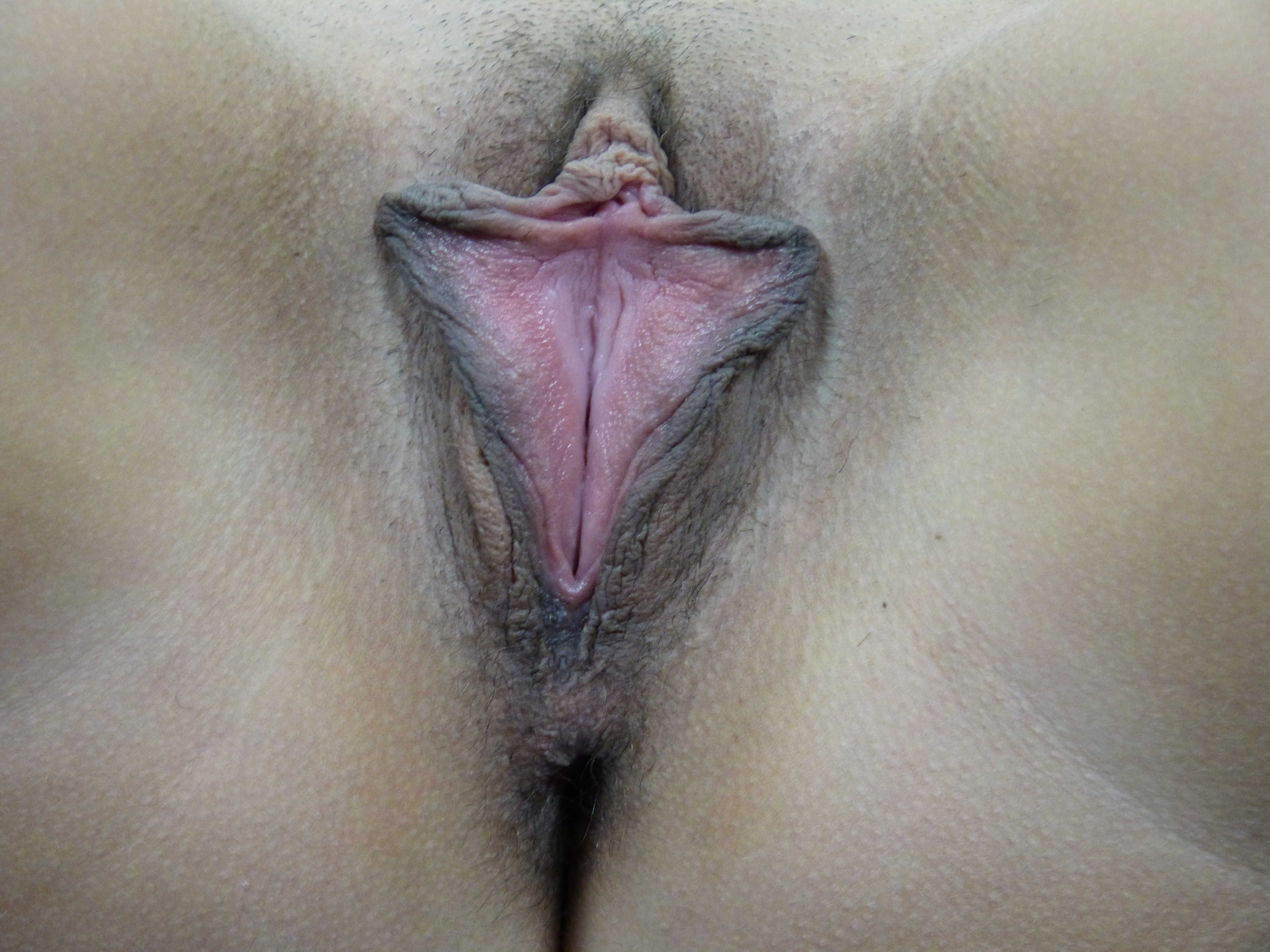
Фотография здоровой вульвы нерожавшей женщины с половыми губами нормального размера. Женщина, которой принадлежит эта вагина, обратилась за медицинской помощью, жалуясь на неудобства при ношении обтягивающей одежды, а также дискомфорт во время полового акта

Пирсинг половых органов может увеличивать размер половых губ и усиливать их асимметрию за счёт веса украшений. Близнецовый метод показывает, что у женщин-близнецов половые губы имеют одинаковый размер, что означает вклад наследственности. В 2004 году были опубликованы результаты замеров 50 женщин возрастом 18—50 лет (медиана 35,6), организованных отделением гинекологии госпиталя Элизабет Гаррет Андерсон:
|                                                  | Результат измерения  | Среднее значение [стандартное отклонение] |
| ------------------------------------------------ | -------------------- | ----------------------------------------- |
| Длина клитора (мм)                               | 5,0—35,0             | 19,1 [8,7]                                |
| Ширина клитора (мм)                              | 3,0—10,0             | 5,5 [1,7]                                 |
| Расстояние от клитора до мочеисп. канала (мм)    | 16,0—45,0            | 28,5 [7,1]                                |
| Длина больших половых губ (мм)                   | 70,0—120,0           | 90,3 [1,3]                                |
| Длина малых половых губ (мм)                     | 20—100               | 60,6 [17,2]                               |
| Ширина малых половых губ (мм)                    | 7,0—50,0             | 21,8 [9,4]                                |
| Длина промежности (мм)                           | 15,0—55,0            | 31,3 [8,5]                                |
| Глубина влагалища (см)                           | 6,5—12,5             | 9,6 [1,5]                                 |
| Шкала Таннера (n)                                | IV                   | 4                                         |
| Шкала Таннера (n)                                | V                    | 46                                        |
| Цвет гениталий в сравнении с остальной кожей (n) | Тот же               | 9                                         |
| Цвет гениталий в сравнении с остальной кожей (n) | Более тёмный         | 41                                        |
| Текстура кожи половых губ (n)                    | Гладкая без морщинок | 14                                        |
| Текстура кожи половых губ (n)                    | С морщинками         | 34                                        |
| Текстура кожи половых губ (n)                    | Сильно морщинистая   | 2                                         |

## Операция

### Противопоказания
Операция по уменьшению половых губ противопоказана при наличии некоторых болезней: в частности, инфекций и опухолей. Рекомендуется не проводить операцию в случае нереалистичных эстетических ожиданий у пациентки, а также во время менструации.

### Коррекция пола
При коррекции пола у трансгендерных женщин лабиопластика обычно проводится на втором этапе вагинопластики.

### Анестезия
Уменьшение половых губ может проводиться под местной анестезией, седацией или наркозом; операция может проходить независимо или в сочетании с другими гинекологическими или косметическими процедурами. Перед резекцией в половую губу вводят раствор анестетика (лидокаин и адреналин), который провоцирует припухание тканей и усиливает свёртывание крови.

### Процедура

Виды лабиапластики

#### Обрезание края
Изначально техника проведения лабиопластики заключалась в простом отрезании нижней части губы, иногда с предварительным ограничением тока крови, после чего на рану накладывают швы. Эта самая простая в выполнении лабиопластика. Данная разновидность операции решает проблему гиперпигментации края половой губы, однако отрицательным эффектом такой процедуры является потеря естественной морщинистости края губ и неестественный вид вульвы; кроме того, этот вариант представляет больше риска для нервных окончаний и невозможность иссечения кожи капюшона клитора при необходимости. Полная ампутация половых губ обычно производится этим методом, причём зачастую требуется повторное вмешательство для достижения желаемых результатов. Иссечение края половой губы не затрагивает клиторальный капюшон, однако он зачастую страдает в результате операции, что требует ещё одной операции. Некоторые женщины, которым производится ампутация половых губ, жалуются на то, что клитор после неё выглядит как «маленький пенис». Большинство пластических хирургов не используют данную технику, отдавая предпочтение удалению клиновидного фрагмента из середины, так как, хотя этот способ более технически сложный, он приводит к более естественно выглядящей вульве. После лабиопластики методом обрезания края часто требуется реконструктивная хирургия.

#### Резекция центрального клиновидного участка
Данный метод заключается в удалении самого толстого участка половой губы. В отличие от иссечения края, при этом методе край сохраняет естественную текстуру. Полное удаление этого участка может привести к травмированию нервов, результатом чего может стать болезненная неврома и потеря чувствительности. Удаление слизистой оболочки при оставлении подслизистого слоя уменьшает риск развития осложнений. Развитием данной техники является резекция с применением Z-пластики, что уменьшает шанс получить зазубренный шрам. С другой стороны, этот метод может быть недостаточно радикальным (могут остаться лишние фрагменты), либо приводить к натяжению в ране, также при нём повышена вероятность расхождения краёв раны. Ещё одним достоинством данной техники является возможность одновременного уменьшения клиторального капюшона.

#### Деэпителизация
Иссечение эпителия центра и краёв каждой малой половой губы скальпелем или медицинским лазером. Таким образом, исчезает избыточная длина половой губы при сохранении чувствительности и естественного внешнего вида. Отрицательной стороной данной техники является увеличение толщины губ в случае резекции большого участка.

#### Лабиопластика с иссечением капюшона клитора

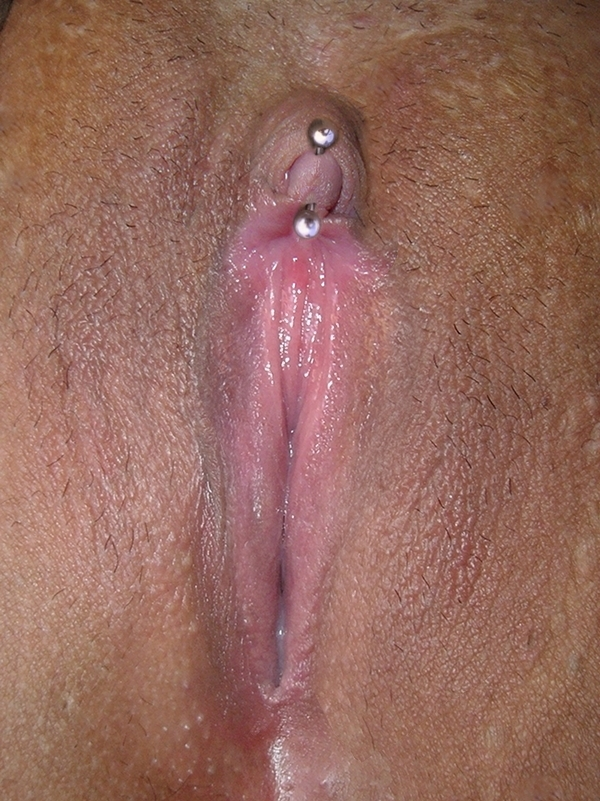
Лабиопластика с иссечением капюшона клитора и пирсингом

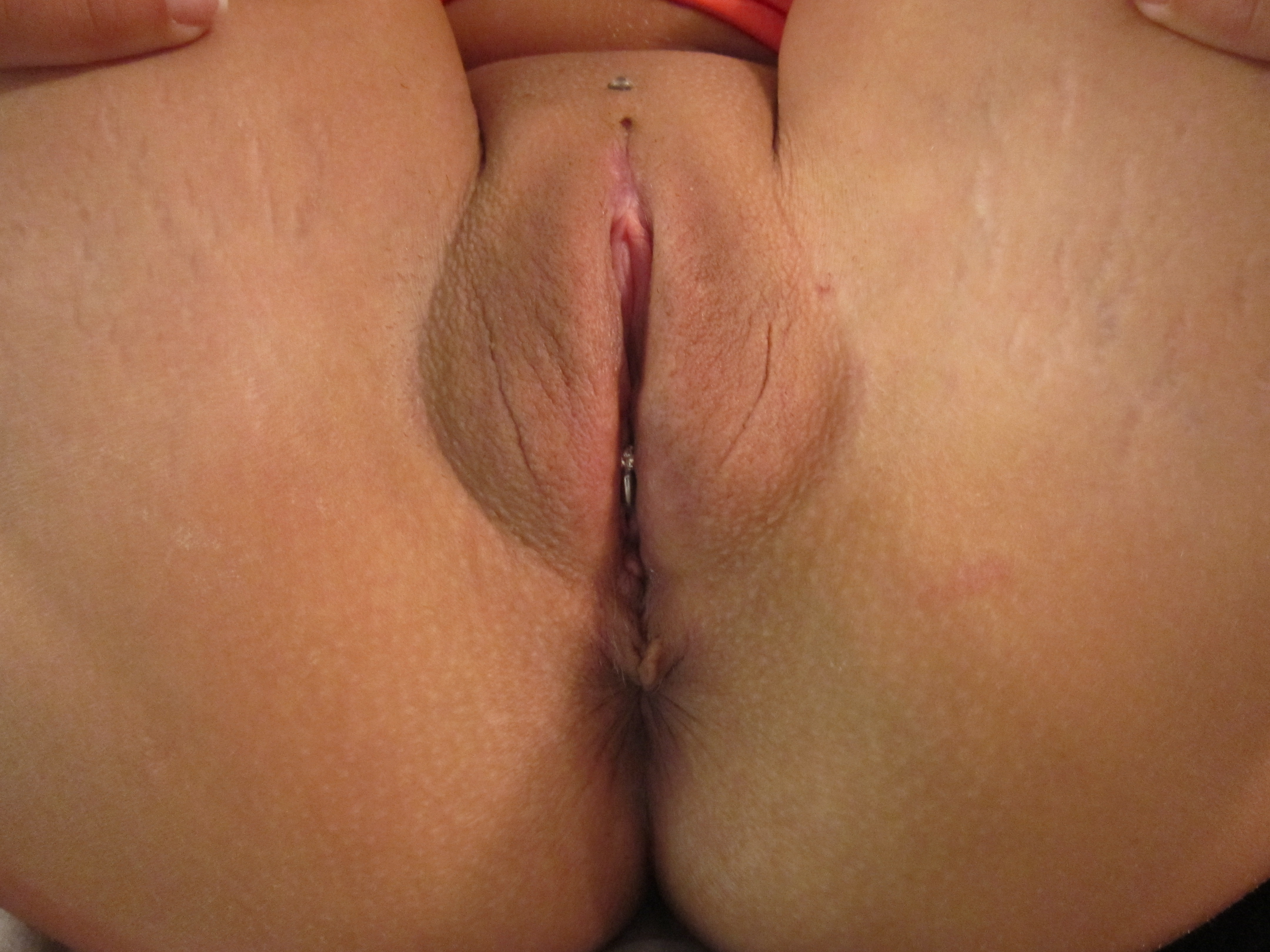
Лабиапластика с хирургическим обнажением клитора и пирсингом

Лабиопластика может включать иссечение клиторального капюшона, если его толщина мешает возбуждению или имеет неудовлетворительный внешний вид. При этой операции на мягкие ткани накладывают швы так, что головка клитора обнажается, а малые половые губы слегка натягиваются.

#### Лазерная лабиопластика
Выполнение резекции лазером включает деэпителизацию. Недостатком этого метода является риск появления эпидермальной кисты из-за удаления эпидермиса.

### Послеоперационные мероприятия

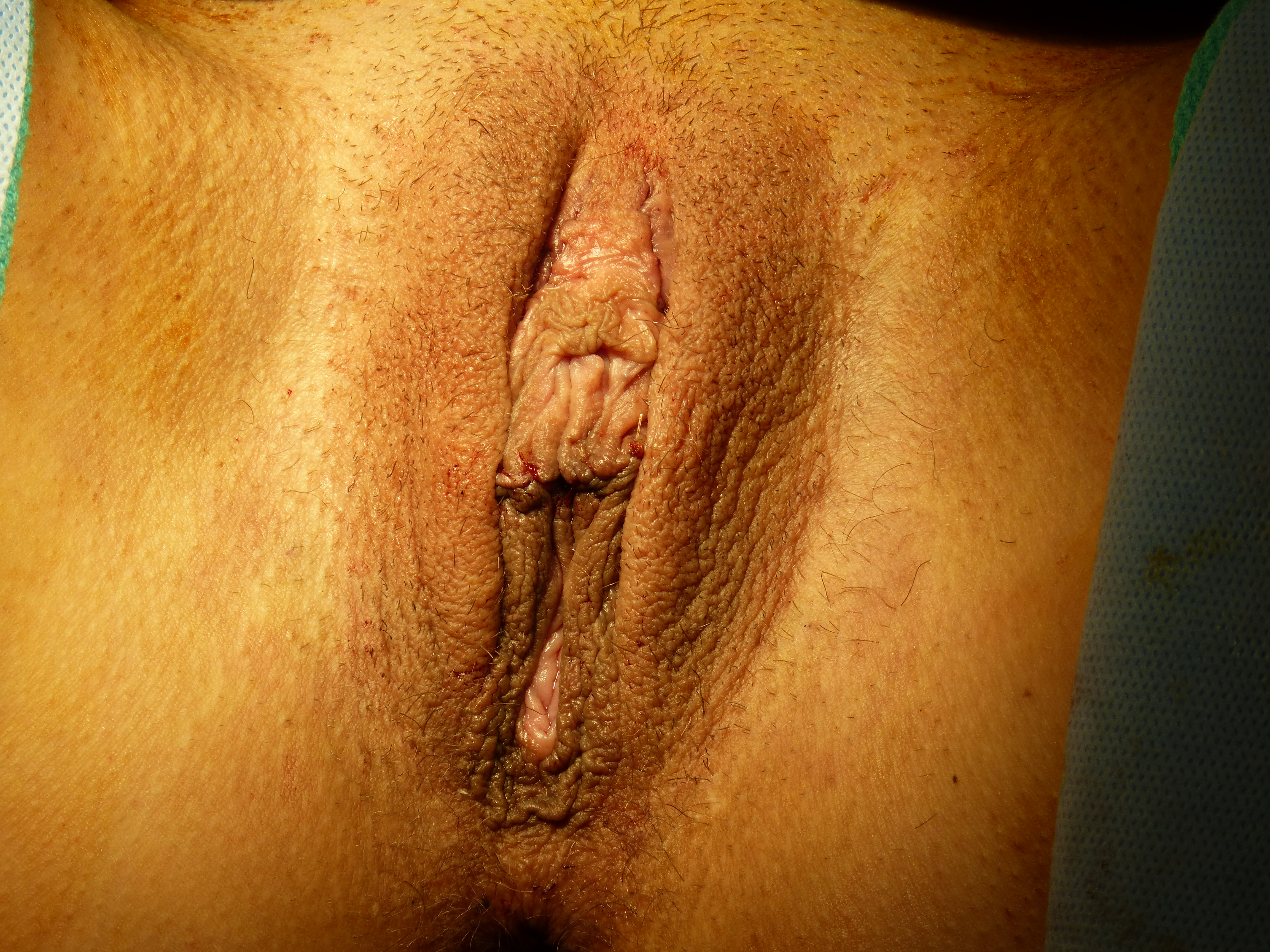
Фотография малых половых губ после лабиопластики

Боли после операции обычно не представляют серьёзной проблемы, пациентки обычно могут покинуть клинику в тот же день. Половые губы могут сильно отекать из-за использования раствора анестетика, поэтому их размер постепенно уменьшается со временем. За раной рекомендуется ухаживать путём поддержания её в чистоте и применением местной анестезии 2—3 раза в день на протяжении нескольких дней.
Первый послеоперационный визит рекомендуется нанести через неделю при отсутствии жалоб (таких как гематома, скопление крови и так далее). Выполнять несложную физическую работу можно через 3—4 дня после вмешательства. Рекомендуется не пользоваться тампонами, не носить обтягивающую одежду и не заниматься проникающим сексом четыре недели.

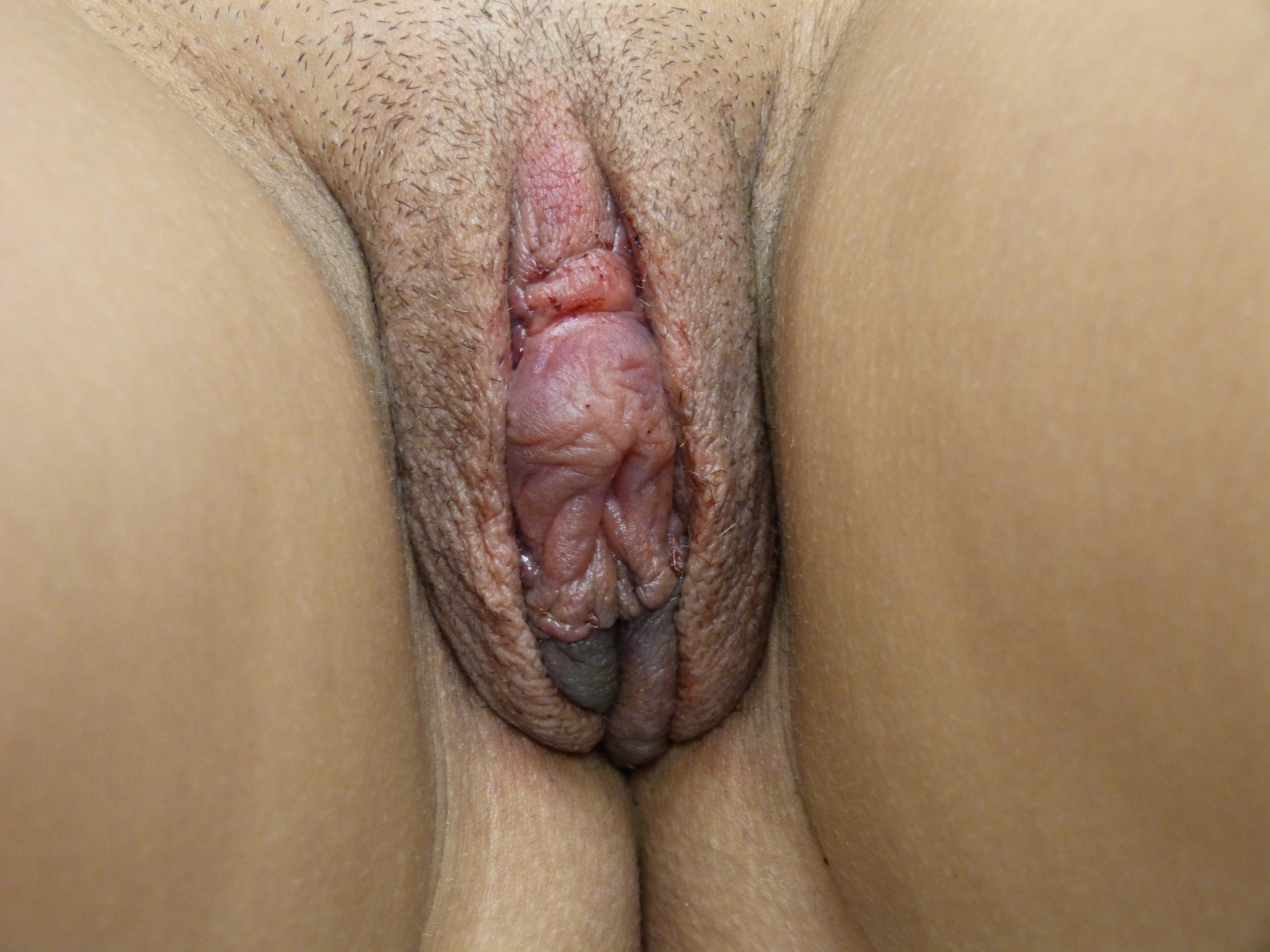
Фото, сделанное через неделю после резекции центрального клиновидного участка с уменьшением клиторального капюшона

Осложнения после лабиопластики редки, обычно это кровотечение, инфекция, асимметрия вульвы, плохое заживление ран, неврома, недостаточное или чрезмерное вмешательство, требующие повторной операции. При отрезании края половой губы иногда возникает некроз тканей.

## Критика

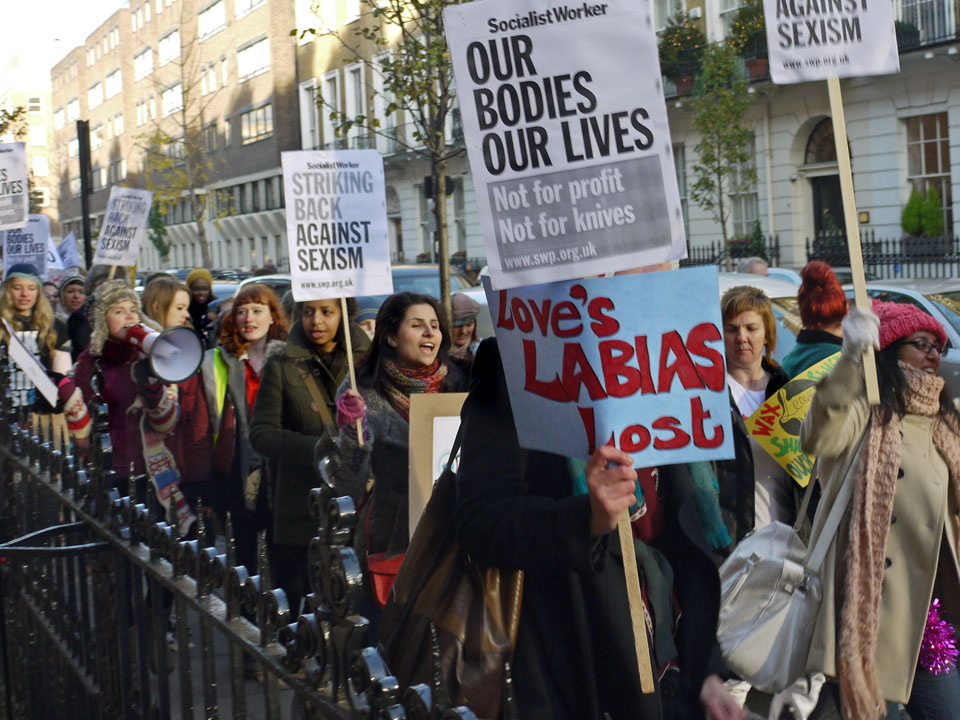
Протест в Лондоне против косметической лабиопластики

Лабиопластика вызывает споры в обществе. Критики считают, что желание женщины изменить форму половых губ проистекает из нездорового образа своего тела, вызванное сравнением себя с изображениями женщин в рекламе и/или порнографии, которые выглядят как подростки.
В Австралии Королевский австралийский колледж врачей общей практики, профессиональная организация врачей общей практики, выпустил директивные материалы для работы с пациентами, недовольными своими половыми органами.
Всё большее число женщин в западных странах удаляют волосы в районе гениталий и носят обтягивающую одежду, из-за этого увеличивается также количество жалоб на боль и дискомфорт от трения малых половых губ об одежду и на их внешний вид. Во многих странах порнография разделяется на «мягкую» и «жёсткую», причём материалы, содержащие второй тип, должны продаваться в непрозрачной упаковке и только лицам старше 18 лет, показавшим идентифицирующий их документ. Продажи магазинов в непрозрачной упаковке невелики, и издатели часто стараются соответствовать «мягкому» стандарту. Изображения вульв с выступающими клитором или половыми губами ретушируются для австралийских журналов, чтобы соответствовать цензурным требованиям. Одна австралийская порноактриса сообщила, что видела свои фотографии с совершенно разными гениталиями, отретушированными под стандарты разных стран.
Гинеколог Линда Кардозо, получившая за свою работу звание офицера Ордена Британской империи, сообщила, что, проходя лабиопластику, женщины подвергаются риску ввиду отсутствия государственного регулирования отрасли. Нина Хартли сказала «я видела всевозможные типы вульв за три десятка лет работы в [порно]индустрии. Когда женщины начинают работать в порно, продюсеры не отсылают их на лабиопластику».
В США хирург, занимающийся лабиопластикой, может получать до 250 000 долларов в месяц. Профессор Симона Уэйл Дэвис (англ. Simone Weil Davis) в интервью журналу Shameless утверждает, что хирурги закрепляют идею о существовании «правильного» вида вульвы, а так как женщины видят женские половые органы только у себя и в порнографии, они легко начинают сомневаться в собственной нормальности. Феминистская организация «New View Campaign» публично осудила существование не подвергающихся государственной регуляции коммерческих клиник пластической хирургии, которые, по словам организации, зарабатывают на женщинах, апеллируя к низкой самооценке и создавая риск для их здоровья.
Хотя женское обрезание — практика удаления половых губ и, иногда, клитора — запрещена законом западных стран, Дэвис утверждает, что, если «внимательно прочесть законы против женского обрезания, то лабиопластика в том виде, в котором её производят в США, тоже незаконна». Всемирная организация здравоохранения определяет женское обрезание (увечья женским гениталиям) как «все операции по частичному и полному удалению наружных женских гениталий или нанесение других травм женским половым органам по немедицинским причинам». ВОЗ сообщает, что термин «увечья женским гениталиям» обычно не применяется к операциям, совершаемым по воле пациентки, в частности, лабиопластике.
Американский конгресс акушеров и гинекологов в сентябрьском номере журнала Obstetrics & Gynecology опубликовал своё мнение, согласно которому несколько процедур по «омоложению вагины» не имеют медицинской необходимости, а их безопасность и эффективность не задокументированы. Конгресс считает создание впечатления о лабиопластике как о рутинной операции введением клиенток в заблуждение и рекомендует информировать желающих провести данную операцию об имеющейся статистике по безопасности процедуры, а также предупреждать о потенциальных рисках инфицирования, изменения чувствительности из-за повреждения нервов, болезненного полового акта, новообразований на коже и образования болезненных шрамов.
Сотрудницы британского Института женского здоровья Ляо Мэйли (Lih-Mei Liao) и Сара Крайтон (англ. Sarah M. Creighton) в своей статье в журнале British Medical Journal писали, что «то небольшое число отчётов об удовлетворённости процедурой лабиопластики, которое доступно для прочтения, показывает скорее положительные результаты, но все опросы проводились спустя небольшое время после операции, а их методология несовершенна». Они сообщают, что увеличившийся запрос на косметическую лабиопластику может свидетельствовать об узком понимании нормы широкой публикой. Национальная служба здравоохранения Великобритании выполнила вдвое больше операций лабиопластики в 2006, чем за период 2001—2005 годов. «Пациентки постоянно сообщают о желании иметь плоскую вульву без выступающих половых губ… некоторые пациентки приносят изображения вульв желаемого вида, обычно взятые из рекламы или порнографии, где их могли отретушировать». Королевский австралийский и новозеландский колледж акушеров и гинекологов опубликовал аналогичное мнение об эксплуатации неуверенных в себе женщин.
Международное общество изучения женского сексуального здоровья (англ. The International Society for the Study of Women’s Sexual Medicine) в 2007 году выпустило отчёт, в котором заключается, что «пластические операции на вульве могут быть проведены только после проведения консультации, при условии, что пациентка всё ещё желает проведения операции, если она будет выполнена безопасно и имеет причины кроме проведения оперативного вмешательства как такового».